# 周雅琴 (体操运动员)
周雅琴（2005年11月12日—），湖南衡阳人，中国女子竞技体操运动员，2021年全国运动会女子平衡木金牌得主、2023年全国体操锦标赛女子自由体操金牌得主、2023年世界竞技体操锦标赛女子平衡木银牌得主。2024年巴黎奥运会平衡木银牌得主。

## 生平
周雅琴三岁开始练习体操，十岁进入湖南省体操队。2019年，随湖南队参加全国体操锦标赛，获团体第6名，获第二届青运会个人全能第14名，单项全国锦标赛个人全能第13名。同年，第一次参加国际比赛，在捷克利贝雷茨举行的奥林匹克希望杯上获得团体金牌，个人全能第7名，自由体操第8名。2020年，获全国锦标赛个人锦标赛个人全能第17名，个人单项锦标赛平横木金牌。
2021年，开始参加成人组比赛，获全国锦标赛个人全能资格赛第23名，团体第6名，第十四全运会平衡木金牌。2022年全国体操锦标赛获平衡木第4名。2023年，获全国锦标赛自由体操金牌。同年，首次参加成人组国际比赛，获安特卫普世锦赛团体第4名，平衡木银牌，自由体操第7名，其中平衡木决赛最终得分仅落后冠军，美国名将西蒙·拜爾斯0.100分，这是2014年来拜尔斯所有夺冠的比赛中与亚军的最小分差。2024年，获体操世界杯平衡木和自由体操两枚金牌。2024年巴黎奥运会，周雅琴与队友合作，获得团体6名，同时以资格赛第一的身份进入平衡木单项决赛，尽管出现了明显失误并因此被罚去0.500分，但由于包括拜尔斯在内的其他五位选手都出现了掉落器械的严重失误，她依然获得了该项目的银牌，她在平衡木项目颁奖典礼上咬奖牌的行为成功被领奖台上的另外两位选手，金牌得主阿莉切·达马托和铜牌得主马妮拉·埃斯波西托「傳染」，这一幕在社交媒体上成为网络迷因。

## 个人生活
周雅琴的父亲周树炎和母亲李春香一起经营一家土菜馆。周雅琴平时不爱出门，喜欢看小说和漫画，热爱美食。